# Kulkwitzer Lachen
Kulkwitzer Lachen ist der Name eines Naturschutzgebietes im Landkreis Leipzig, das sich um einige Stillgewässer (Lachen) erstreckt, und bezieht sich auf den Ortsteil Kulkwitz der Stadt Markranstädt.

## Lage
Das Gebiet grenzt unmittelbar östlich an Kulkwitz. Seine Nordwestbegrenzung ist die Kreisstraße K 7960 und die nordöstliche die Bundesstraße B 186. Nach Südosten ist es der Elster-Saale-Radweg auf dem Verlauf der ehemaligen Eisenbahnstrecke Leipzig-Plagwitz–Pörsten. Die Südgrenze verläuft über Feldflur.
Die Fläche beträgt 70,4 Hektar bei einer Höhenlage zwischen 120 und 126 m über NHN.

## Geschichte
Von etwa 1870 an wurde unter dem Gebiet Braunkohle im Untertagebau gewonnen, bis nördlich davon 1936 der Tagebau Kulkwitz aufgeschlossen wurde. Nach dem Verlassen der Schächte und unzureichender Verfüllung kam es zu Absenkungen des Geländes von bis zu fünf Metern. In den Senken sammelte sich Niederschlagswasser, und es entstanden die Lachen mit jahreszeitlich schwankendem Wasserstand zwischen 0,2 und einem Meter und breiten Röhrichtgürteln. Das umgebende Wiesengelände wurde zur DDR-Zeit intensiv mit Rindern beweidet.
Am 2. Oktober 1990 wurde ein Gebiet von 35 Hektar um die Lachen unter Naturschutz gestellt. 1993 übernahm der NABU Landesverband Sachsen die Verantwortung für die Wiesenpflege und wurde im Jahr 2003 Gebietspächter. 2015 wurde durch den  Landkreis Leipzig das Schutzgebiet um die nördlich der Lachen gelegene ehemalige Aschedeponie auf die heutige Größe erweitert. Seit 2002 ist der südliche Teil auch FFH-Schutzgebiet.

## Beschreibung
Das Gebiet der Kulkwitzer Lachen besteht neben den offenen Wasserflächen mit dichten Verlandungszonen aus Schilf und Rohrkolben vor allem aus Feuchtwiesen mit geringem Baumbestand. Die Wiesen werden ganzjährig von Schottischen Hochlandrindern, Leineschafen, Ziegen und Koniks beweidet. Damit wird einer Verbuschung der Wiesen entgegengewirkt.
Bezüglich des Schutzzweckes gilt das Gebiet als Rückzugsgebiet für eine arten- und individuenreiche Tierwelt, besonders für Vogel- und Lurcharten. Die Kulkwitzer Lachen haben vor allem als Laichgebiet für die Rotbauchunke überregionale Bedeutung. An Brutvögeln wurden 49 Arten nachgewiesen, wozu noch Durchzügler und Gastvögel kommen. Als bemerkenswert gilt eine Kolonie Lachmöwen. Es kommen 21 Libellenarten vor.
Vom südlich von Kulkwitz gelegenen Ortsteil Gärnitz aus erreicht man über den Feldscheunenweg einen Aussichtshügel. Ansonsten ist das Gebiet wegen der notwendigen Koppelzäune nicht begehbar. Einziges größeres Gebäude im Gebiet ist im Süden eine viertürige Feldscheune.